# 윌손 라모스
윌손 아브라암 라모스 캄포스(스페인어: Wilson Abraham Ramos Campos, 1987년 8월 10일 ~ )는 베네수엘라 출신의 야구 선수이자 메이저 리그에 소속되어 있는 디트로이트 타이거스의 선수이다.